# Diecezja Kilmore
Diecezja Kilmore – diecezja irlandzkiego Kościoła katolickiego mieszcząca się na terenie Irlandii oraz posiadająca kilka parafii na terenie Irlandii Północnej. Istnieje od V wieku.

## Biskupi diecezjalni
- Patrick Tyrrell OFM, 1678–1689
- Michael McDonough OP, 1728–1746
- Lawrence Richardson OP, 1747–1753
- Andrew Campbell, 1753–1769
- Dionysius Maguire OFM, 1770–1798
- Charles O’Reilly, 1798–1800
- Jacobus Dillon, 1800–1806
- Fargal O’Reilly, 1807–1829
- James Browne, 1829–1865
- Nicholas Conaty, 1865–…
- Bernard Finnegan, 1886–1887
- Edward MacGennis, 1888–1906
- Andrew Boylan CSsR, 1907–1910
- Patrick Finegan, 1910–1937
- Patrick Lyons, 1937–1949
- Austin Quinn, 1950–1972
- Francis Joseph MacKiernan, 1972–1998
- Leo O’Reilly, 1998-2018
- Martin Hayes (od 2020)